# Русалонька
«Русалонька» (дан. Den Lille Havfrue, досл. «маленька морська пані») — всесвітньо відома казка данського письменника Ганса Крістіана Андерсена, що оповідає про молоду русалку, яка готова відмовитися від свого життя в морі заради того, щоб отримати людську душу та кохання принца. Вперше була опублікована 1837 року, з того часу була багаторазово адаптована у вигляді мюзиклів і художніх фільмів.

## Сюжет

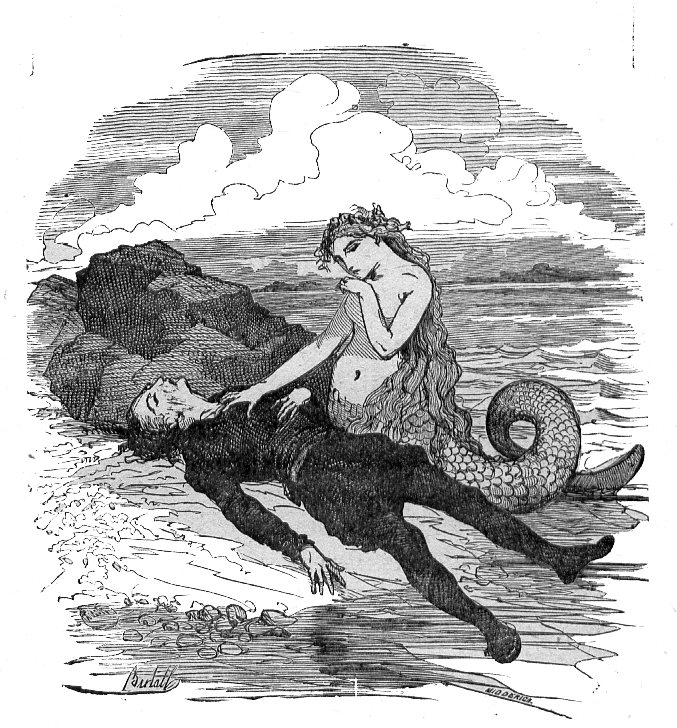
Русалонька рятує принца

Русалонька живе в підводному царстві разом з батьком (морським царем), бабусею та п'ятьма сестрами. Всі п'ятеро сестер старші русалоньки, і кожна з них народжувалася через рік після попередньої. За прийнятими правилами, коли русалці виповнюється 15 років, їй дозволяється випливати на поверхню океану, щоб подивитися на світ. Тому щороку одна з сестер ставала досить дорослою, щоб відвідувати верхній світ. Після повернення чергової сестри русалонька з тугою слухає барвисті описи поверхні й людських істот.
Коли прийшла черга русалоньки, вона піднімається на поверхню, бачить корабель з прекрасним принцом і закохується в нього на відстані. Починається сильний шторм, і русалонька рятує потопаючого принца. Вона доставляє його в несвідомому стані на берег біля храму й чекає, поки молода дівчина з храму не знаходить його. Принц весь час був без свідомості, тому так і не побачив рятівницю.
Русалонька запитує бабусю, змогли б люди жити вічно, якби вміли дихати під водою. Та пояснює, що люди мають набагато більш коротку тривалість життя, ніж 300 років у русалок. Але коли останні вмирають, вони (тобто русалки) перетворюються в морську піну і припиняють своє існування, в той час як у людей є безсмертна душа, яка живе в небесах. Русалонька прагне до принца й бажає отримати безсмертну душу. Зрештою вона відвідує морську відьму, яка віддає їй своє зілля. Воно дозволить дуже сумно отримати ноги в обмін на її мову, так як русалонька має самий чарівний голос в світі (под. Сирени).

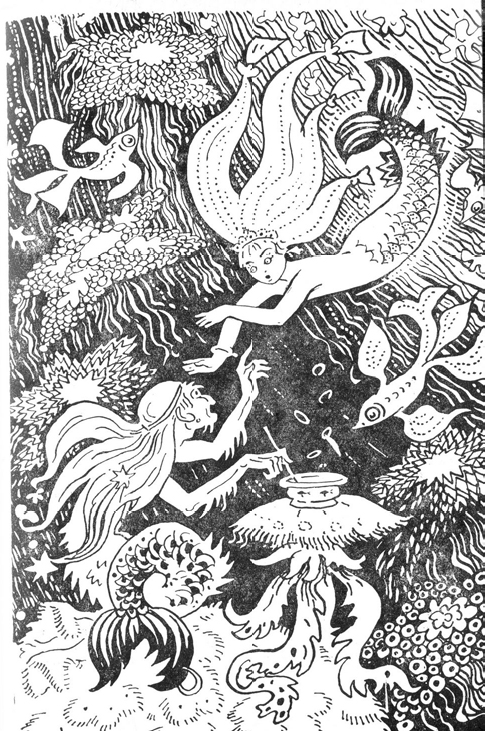

Морська відьма попереджає, що, як тільки русалонька стане людиною, вона ніколи не зможе повернутися в море. Крім того, при питті зілля відчуття такі, як ніби меч проходить крізь тіло. Але коли здоров'я відновиться, то русалонька матиме дві гарні ноги й зможе танцювати, як жодна людина ніколи не танцювала раніше. Проте випивши зілля, вона буде постійно відчувати себе так, як ніби йде по гострих мечах, ступаючи досить сильно, щоб ноги жахливо кровоточили.
Нарешті, знайти безсмертну душу русалонька зможе, тільки якщо отримає поцілунок від істинного кохання, якщо принц закохається в неї та одружиться з нею, бо тоді частина його душі перейде до неї. В іншому випадку, на світанку першого дня після його одруження на інший, русалонька помре з порожнім серцем і перетвориться в морську піну. Вона випиває зілля й зустрічає принца, який зачарований її красою і витонченістю, не звертаючи уваги на те, що вона німа.
Найбільше він любить дивитися на її танець, і вона танцює для нього, попри свої страждання від пекучого болю в ногах. Коли батько принца наказує своєму синові одружитися з донькою сусіднього короля, останній розповідає дуже сумно, що він цього не зробить, бо не кохає принцесу. Також він додав, що може покохати тільки молоду дівчину з храму, яка, як він вважає, врятувала його. Виявилося, що принцеса і була тією дівчиною з храму. Річ у тому, що її відправили туди, щоб вона змогла здобути освіту. Принц покохав її, і дата весілля оголошена.

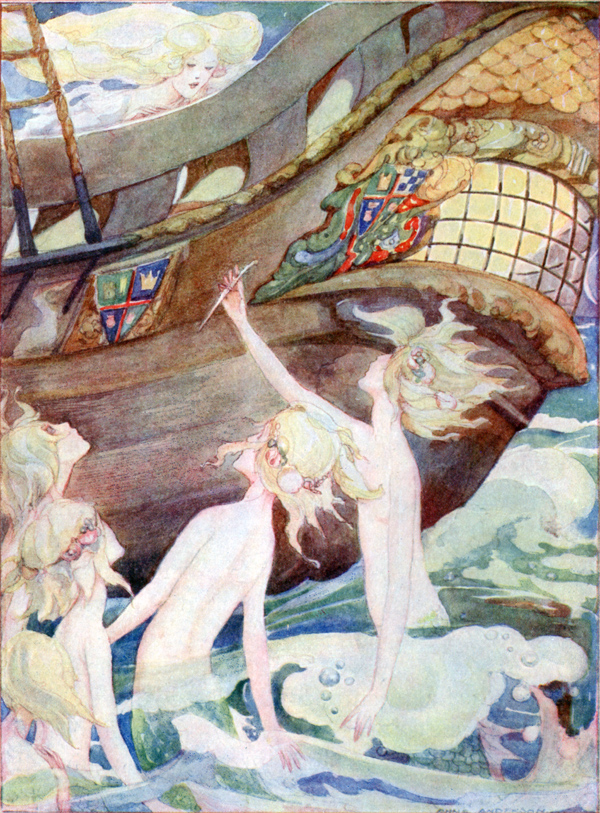

Принц і принцеса одружуються, і серце русалоньки розбите. Вона думає про те, від чого відмовилася, і про той біль, через який вона пройшла. Русалонька в розпачі й думає про смерть, що на неї чекає, але до світанку її сестри принесли їй ніж, який морська відьма дала їм в обмін на їх довге волосся. Якщо русалонька вб'є принца цим ножем і дозволить краплям його крові потрапити на її ноги, то вона знову стане русалкою. Всі її страждання закінчаться, і вона буде жити своїм повноцінним життям.
Однак русалонька не може змусити себе вбити сплячого принца, лежачого зі своєю нареченою. Вона кидається в море, як тільки настає світанок. Тіло русалоньки перетворюється в морську піну, але замість того, щоб перестати існувати, вона відчуває сонце і перетворюється в доньку повітря. Інші доньки повітря пояснюють, що вона стала такою ж, як і вони, тому що прагнула всім серцем отримати безсмертну душу. Русалонька в майбутньому отримає власну душу завдяки добрим справам, і вона врешті потрапляє в Царство Боже.

## Адаптації

Статуя Русалоньки — неофіційний символ Копенгагена

### Кіно
- «Русалонька[ru]» — за казкою Андерсена, анімаційний фільм студії «Союзмультфільм» (СРСР, 1968).
- «Принцеса підводного царства[en]» — за казкою Андерсена, повнометражний аніме фільм студії «Toei Animation» та режисера Кацумата Томохару (Японія, 1975).
- «Русалонька» — за казкою Андерсена, повнометражний фентезі фільм кіностудії імені М. Горького, режисера Володимира Бичкова, з Вікторією Новиковою у головній ролі (СРСР, НР Болгарія 1976).
- «Русалонька» — за казкою Андерсена, повнометражний анімаційний фільм студії «Walt Disney Animation» (США, 1989). Фільм запустив франшизу, яку продовжив однойменний телесеріал (1992—1994), сиквел: «Русалонька 2: Поклик моря» (2000) та приквел: «Русалонька: Дитинство Аріель» (2008).
- «Русалонька» — за казкою Андерсена, повнометражний фільм, події якого відбуваються у Міссісіпі, з Поппі Драйтон в головній ролі (США, 2018).
- «Русалонька» — за анімаційним фільмом 1989 року, повнометражний фільм, де головну роль виконує Голлі Бейлі (США, 2023).

### Телебачення
- «Чарівниця Мако[en]» — за казкою Андерсена, аніме-серіал студії «Toei Animation» (Японія, 1970).

## Вшанування
В Ужгороді, Україна — 11 серпня 2023 року, на центральній опорі Пішохідного мосту, відкрили міні-скульптуру «Ужанська русалонька». Рівно 110 років тому в Копенгагені відкрили скульптуру знаменитої «Русалоньки», і скульптор Роман Мурник, відомий своїми роботами, на честь кількох подій: 11 серпня 1875 року день поховання Ганса Крістіана Андерсена; «Ужгородської регати», де це місце першого причалу; 110-річчя з часу встановлення «Русалоньки» в Копенгагені, Данія; до Міжнародного дня молоді.